# Tłuszcz (miasto)
Tłuszcz – miasto w woj. mazowieckim, w powiecie wołomińskim, siedziba gminy miejsko-wiejskiej Tłuszcz. Tłuszcz uzyskał prawa miejskie w 1967.
Wieś królewska Tłuściec położona była w drugiej połowie XVI wieku w powiecie kamienieckim ziemi nurskiej województwa mazowieckiego. W latach 1975–1998 miasto administracyjnie należało do woj. ostrołęckiego.
Przez miejscowość przepływa rzeka Cienka, dopływ Rządzy.

## Demografia

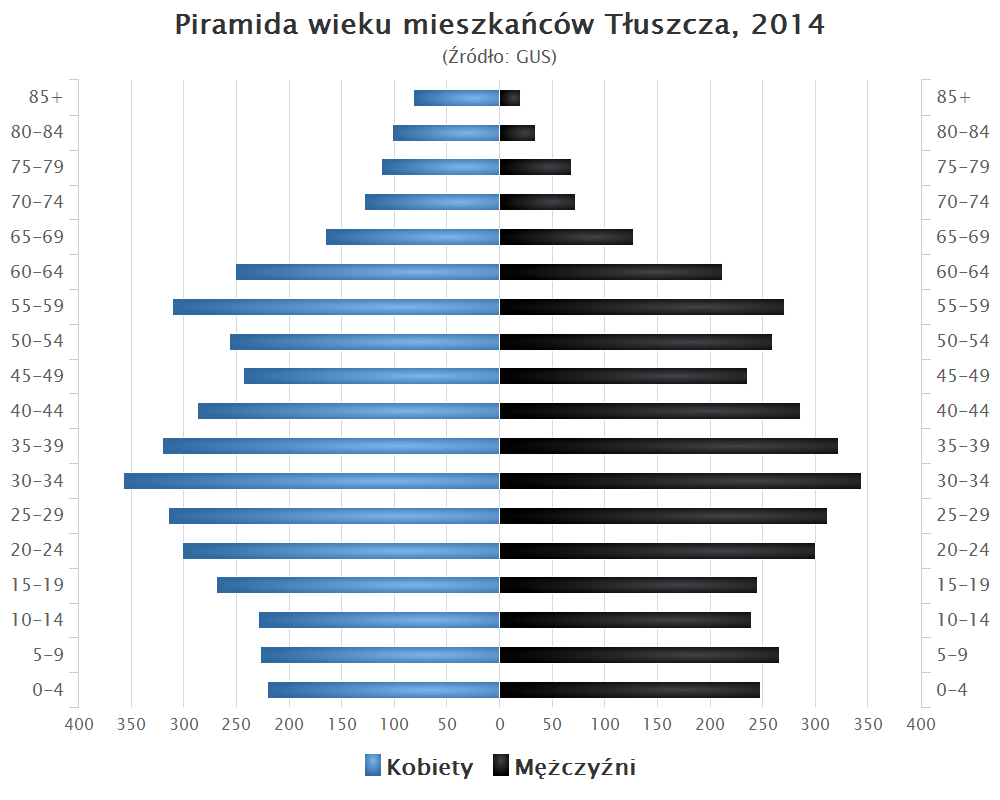
Piramida wieku mieszkańców Tłuszcza w 2014 roku

## Historia

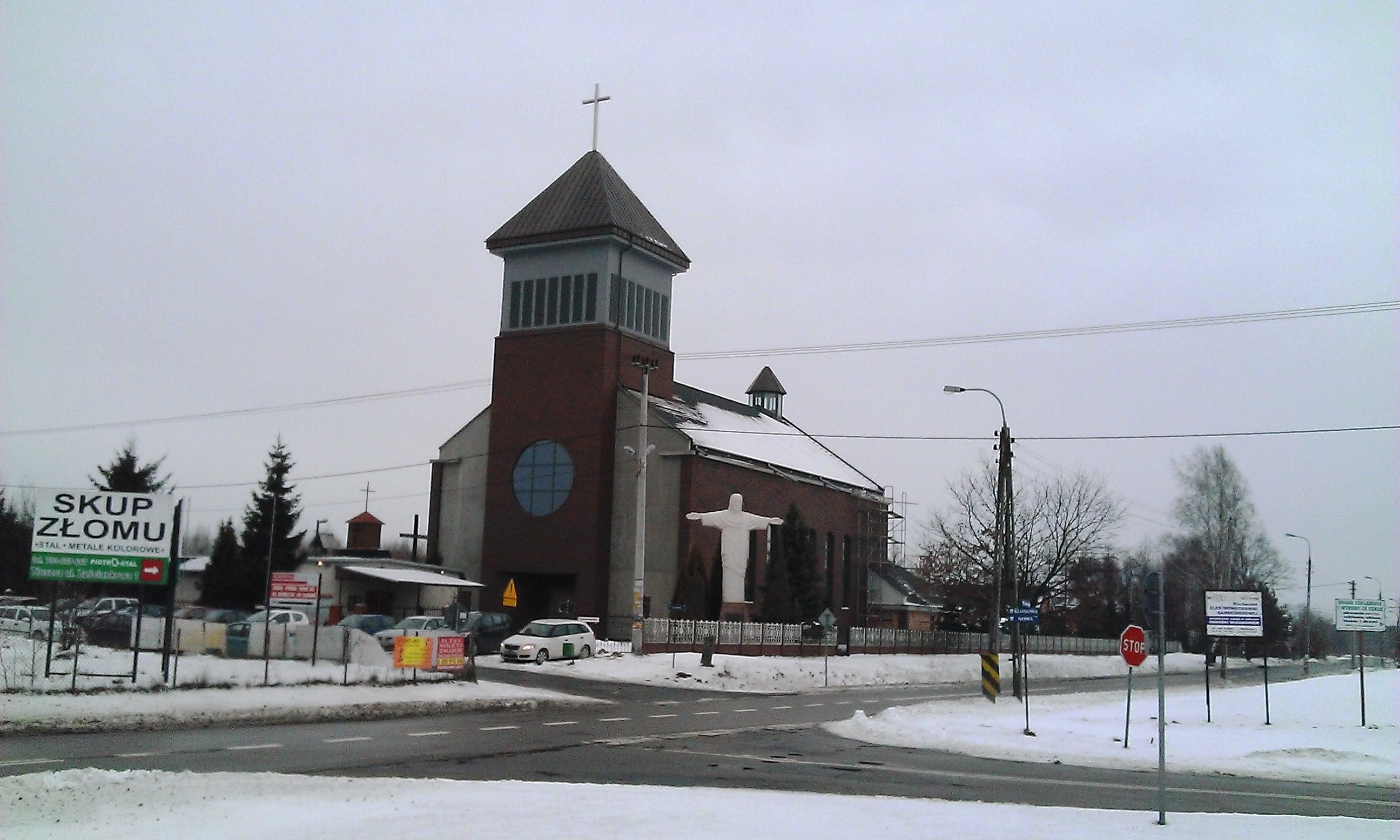
Kościół parafialny Bł. Męczenników Podlaskich

### XV–XVIII wiek
Tłuszcz jako wieś książęca został założony na prawie chełmińskim w 1447 przez Bolesława IV, księcia mazowieckiego. Po przyłączeniu Mazowsza do Korony w 1526 stał się wsią królewską. Wieś należała wówczas do parafii Postoliska.
Proces zasiedlenia prawie bezludnego pogranicza ziemi warszawskiej i nurskiej rozwinął się dopiero w ciągu XV wieku. Powstało wówczas wiele miejscowości w najbliższych okolicach Wołomina. Przed 1442 powstała parafia Klembów, w 1445 – Poświętne, w 1455 pojawia się wzmianka o Kobyłce, zwanej wówczas Targową Wolą.
Najstarsze miejscowości w okolicy to Klembów, Jadów, Strachówka, Fiukały, Miąse, Postoliska, Chrzęsne. Rozwijała się tu gospodarka leśna (głównie bartnictwo), później rolnictwo. Podmokła i lesista okolica stanowiła własność drobnego rycerstwa mazowieckiego, które zainteresowane było trzebieniem lasów i rozwojem produkcji rolnej. Rodziło się zapotrzebowanie na osadników, którzy mogliby zagospodarować ten teren. Książęta mazowieccy stwarzali dogodne warunki osadnictwa. Stąd też liczne przywileje lokacyjne dla tutejszych wsi.
Po włączeniu Mazowsza do Korony (1526 a ostatecznie w 1528) Tłuszcz był nadal małą wioską, jakich było pełno w okolicy. Według lustracji z 1580 Tłuszcz był jedną z dwudziestu miejscowości w parafii Klembów.
Historycznie ziemie okoliczne wchodziły w obręb powiatu kamienieckiego, ziemi nurskiej, województwa mazowieckiego.
W XVII wieku okolica nadal była lesista, o czym świadczą nazwy najbliższych miejscowości: Kozły, Rysie, Wilczeniec, Jaźwie, Zalesie, Zakrzewie. Ziemie te były słabo zaludnione. Pod koniec XVI wieku mieszkało tu 5–10 osób na km², w kolejnych dziesiątkach lat stan ten jeszcze się zmniejszał.
W późniejszych wiekach na te tereny bardzo licznie przybywali osadnicy z innych regionów, a także z zagranicy: Żydzi i Niemcy. Źródłem, które ukazuje stosunki demograficzne na tym terenie są księgi parafialne dotyczące chrzcin (Libri baptisatorum), małżeństw (Libri matrimoniales) i śmierci (Libri mortorum) w parafiach Klembów i Postoliska. W roku 1808 na podstawie Kodeksu Napoleona wprowadzone zostały na ziemiach Księstwa Warszawskiego świeckie urzędy stanu cywilnego, a obowiązek prowadzenia akt nałożono na proboszczów parafii katolickich.

### XIX–XXI wiek

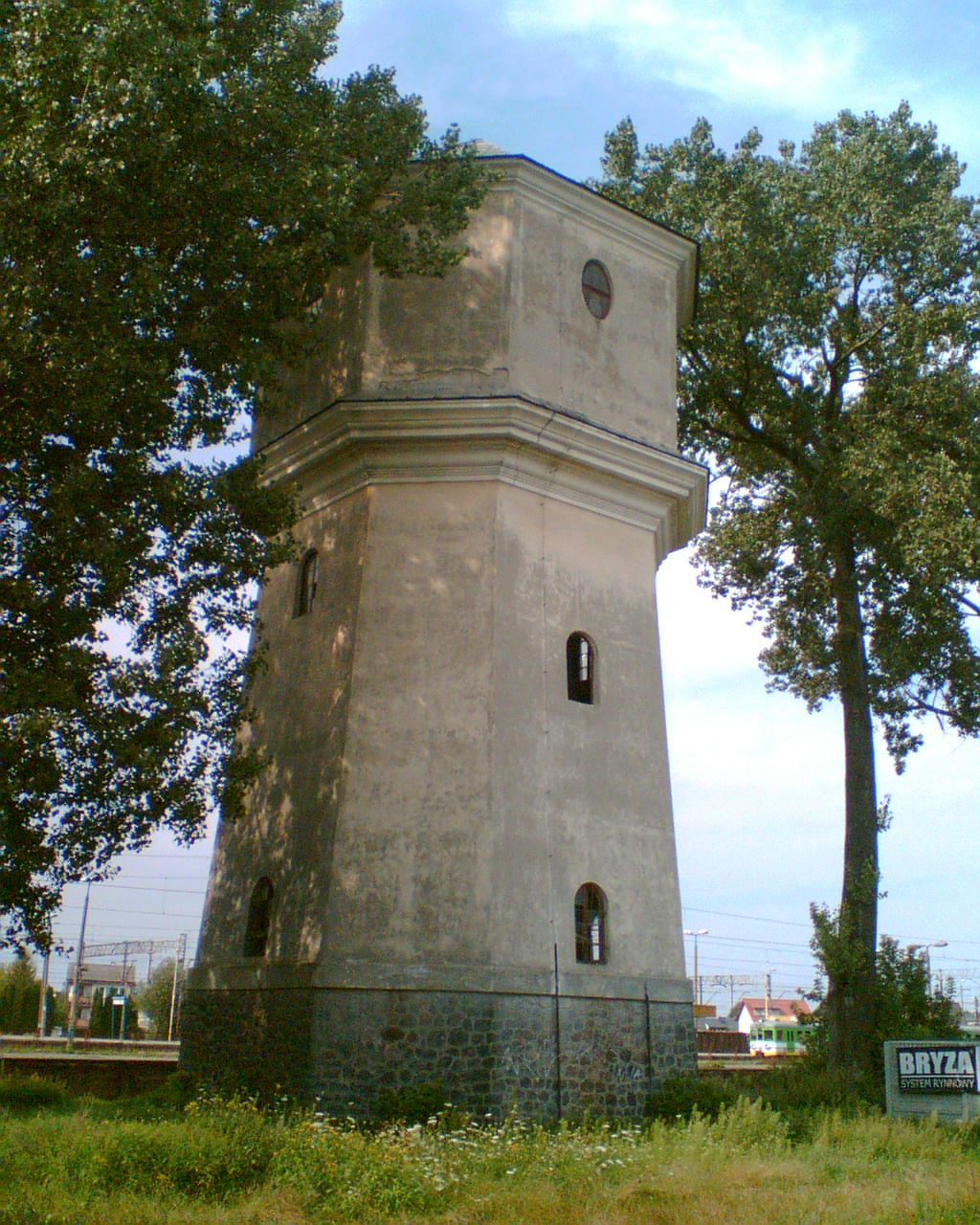
Wieża ciśnień z 1912 r.

Po III rozbiorze Tłuszcz znalazł się pod zaborem austriackim. W latach 1809–1815 obszar wchodził w skład departamentu warszawskiego Księstwa Warszawskiego, a następnie w Królestwie Polskim w skład okręgu stanisławowskiego województwa mazowieckiego, od roku 1837 w guberni warszawskiej, a od 1867 w skład powiatu radzymińskiego, w którym należąc do gminy Klembów, parafii Postoliska pozostawał do I wojny światowej. Od 1867 istniała w Tłuszczu szkoła elementarna.
Od 1916 Tłuszcz stał się siedzibą gminy, a od 1936 także parafii. W zakresie administracji kościelnej teren ten podlegał do 1818 diecezji płockiej, następnie diecezji a później archidiecezji warszawskiej. Obecnie jest w diecezji warszawsko-praskiej.
Podczas okupacji hitlerowskiej, we wrześniu 1940 roku Niemcy utworzyli getto dla żydowskich mieszkańców. Przebywało w nim około 1000 Żydów. 27 maja 1942 zostali wywiezieni do getta w Warszawie, a stamtąd do obozu zagłady Treblinka II i tam zamordowani.

## Zabytki wpisane do rejestru zabytków województwa mazowieckiego
- cmentarz wojenny z 1920, nr rej.: A-572 z 18.01.1986
- spichrz, XIX w., pocz. XX w., nr rej.: A-418 z 5.04.1962[14]
- kolejowa wieża ciśnień, z terenem, ul. Warszawska, 1 poł. XX w., nr rej.: A-1730 z 10.11.2022[15]

Na cmentarzu ofiar wojny polsko-bolszewickiej przy ul. Warszawskiej w Tłuszczu znajduje się pomnik Obrońcom Ojczyzny 1920. Na pomniku znajduje się także kamienna tablica ufundowana przez mieszkańców Tłuszcza, na której z imienia i nazwiska wymienia się poległych żołnierzy spoczywających na cmentarzu – Jan Dworniak, Franciszek Kościuch, Jan Obora, Jan Opałka, Pietrzak (imię nieznane), Józef Stefaniak. Przy pomniku odbywają się coroczne lokalne obchody związane z upamiętnieniem Bitwy Warszawskiej 1920 r.

## Transport

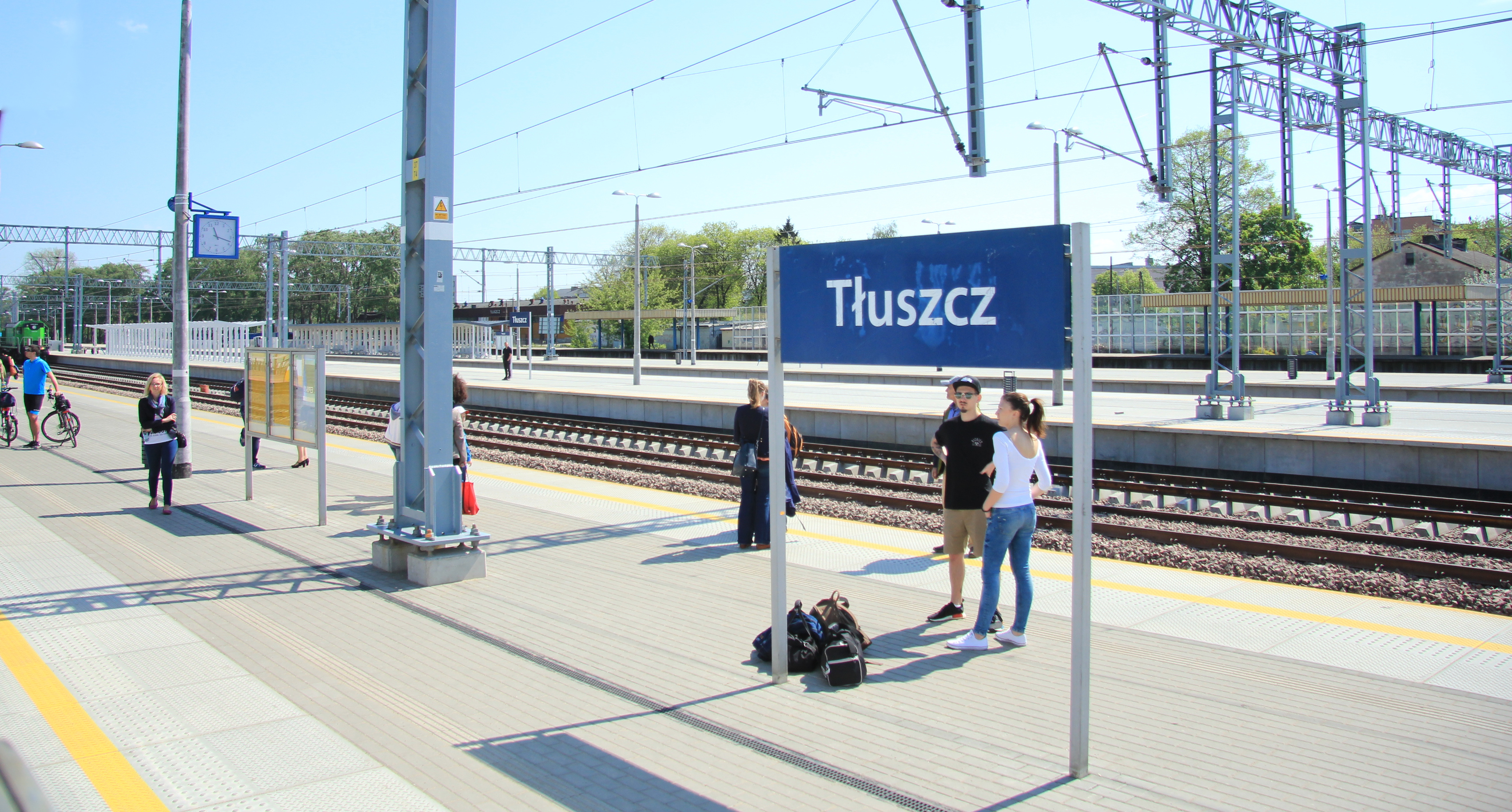
Odnowione perony dworca w Tłuszczu (2016)

Znaczący węzeł kolejowy. Od czasu otwarcia Kolei Warszawsko-Petersburskiej w 1862 r. aż do czasów współczesnych duża część mieszkańców Tłuszcza była zatrudniona w branży kolejowej. Obecnie kolej jako źródło utrzymania odgrywa coraz mniejszą rolę.

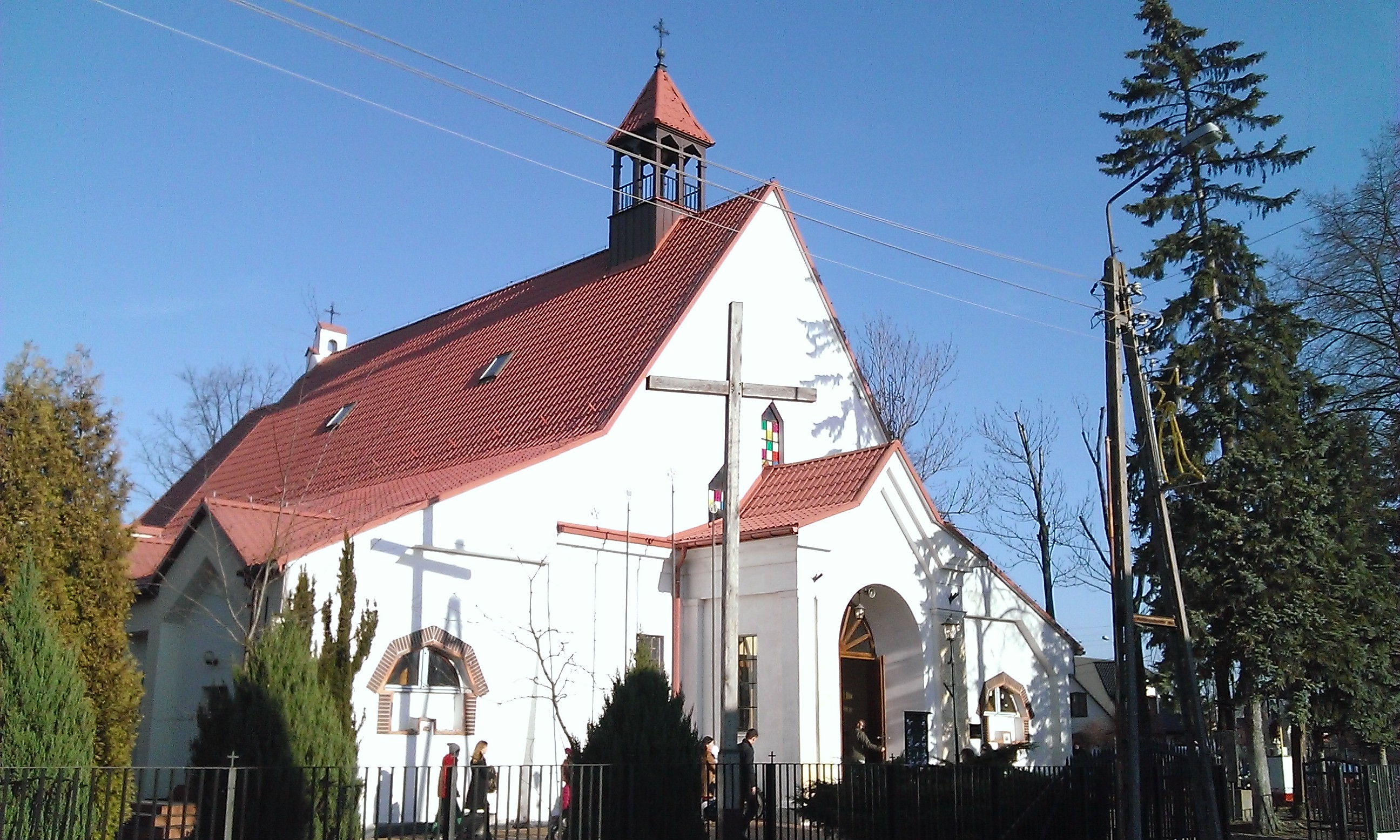
Kościół Matki Bożej
Fatimskiej (parafia Przemienienia Pańskiego)

Tłuszcz ma połączenia kolejowe w pięciu kierunkach:
- Tłuszcz – Małkinia Górna – Białystok - Suwałki - Grodno, (linia kolejowa Rail Baltica)
- Tłuszcz – Wołomin – Warszawa Wileńska/Warszawa Wschodnia/Warszawa Zachodnia, (linia kolejowa Rail Baltica)
- Tłuszcz – Wyszków – Ostrołęka
- Tłuszcz – Radzymin - Legionowo Piaski - Modlin - Sierpc
- Tłuszcz – Mińsk Mazowiecki – Pilawa (ruch towarowy)

Tłuszcz przecina droga wojewódzka nr 634 z Warszawy do Wólki Kozłowskiej.

## Wspólnoty wyznaniowe
- Kościół rzymskokatolicki:
  - parafia Błogosławionych Męczenników Podlaskich
  - parafia Przemienienia Pańskiego